# Gare de Parsac - Gouzon
La gare de Parsac - Gouzon est une gare ferroviaire française de la ligne de Montluçon à Saint-Sulpice-Laurière, située sur le territoire de la commune de Parsac-Rimondeix, sur le territoire de l'ancienne commune de Parsac, à cinq kilomètres du centre-ville de Gouzon, dans le département de la Creuse, en région Nouvelle-Aquitaine.
C'est une halte voyageurs de la Société nationale des chemins de fer français, desservie par des trains régionaux TER Nouvelle Aquitaine.

## Situation ferroviaire
Établie à 421 mètres d'altitude, la gare de Parsac - Gouzon est située au point kilométrique (PK) 372,086 de la ligne de Montluçon à Saint-Sulpice-Laurière (voie unique), entre les gares ouvertes de Lavaufranche et de Busseau-sur-Creuse.
Gare d'évitement, elle dispose d'une deuxième voie à quai pour le croisement des trains. De plus deux voies de services accessibles par les deux extrémités de la gare sont utilisées par le service de l'infrastructure.

## Fréquentation
Selon les estimations de la SNCF, la fréquentation annuelle de la gare figure dans le tableau ci-dessous.
| Année               | 2015 | 2016 | 2017 | 2018 | 2019 | 2020 | 2021 | 2022 | 2023 |
| ------------------- | ---- | ---- | ---- | ---- | ---- | ---- | ---- | ---- | ---- |
| Nombre de voyageurs | 231  | 344  | 233  | 177  | 343  | 341  | 295  | 349  | 669  |

## Service des voyageurs

### Accueil
Halte SNCF, c'est un point d'arrêt non géré (PANG) à accès libre. Un accueil est réservé aux personnes en situation de handicap. Les voyageurs ont accès à une billetterie automatique régionale pour acheter leurs billets. 

### Desserte
Parsac - Gouzon est desservie par les trains TER Nouvelle-Aquitaine (lignes de Limoges-Bénédictins à Montluçon-Ville).

### Intermodalité
Un parking pour les véhicules y est aménagé.

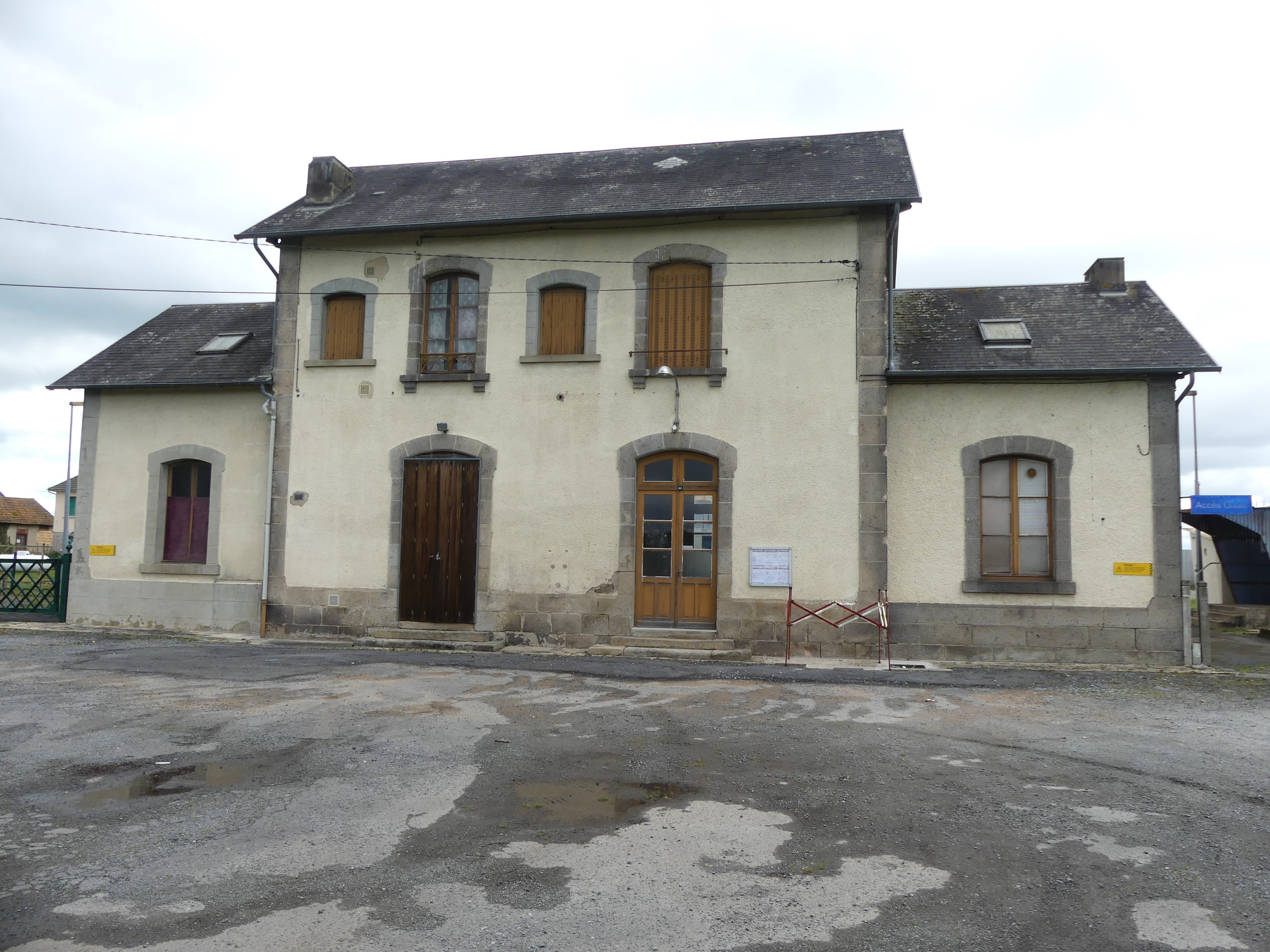
L'ancien bâtiment voyageurs, côté rue.
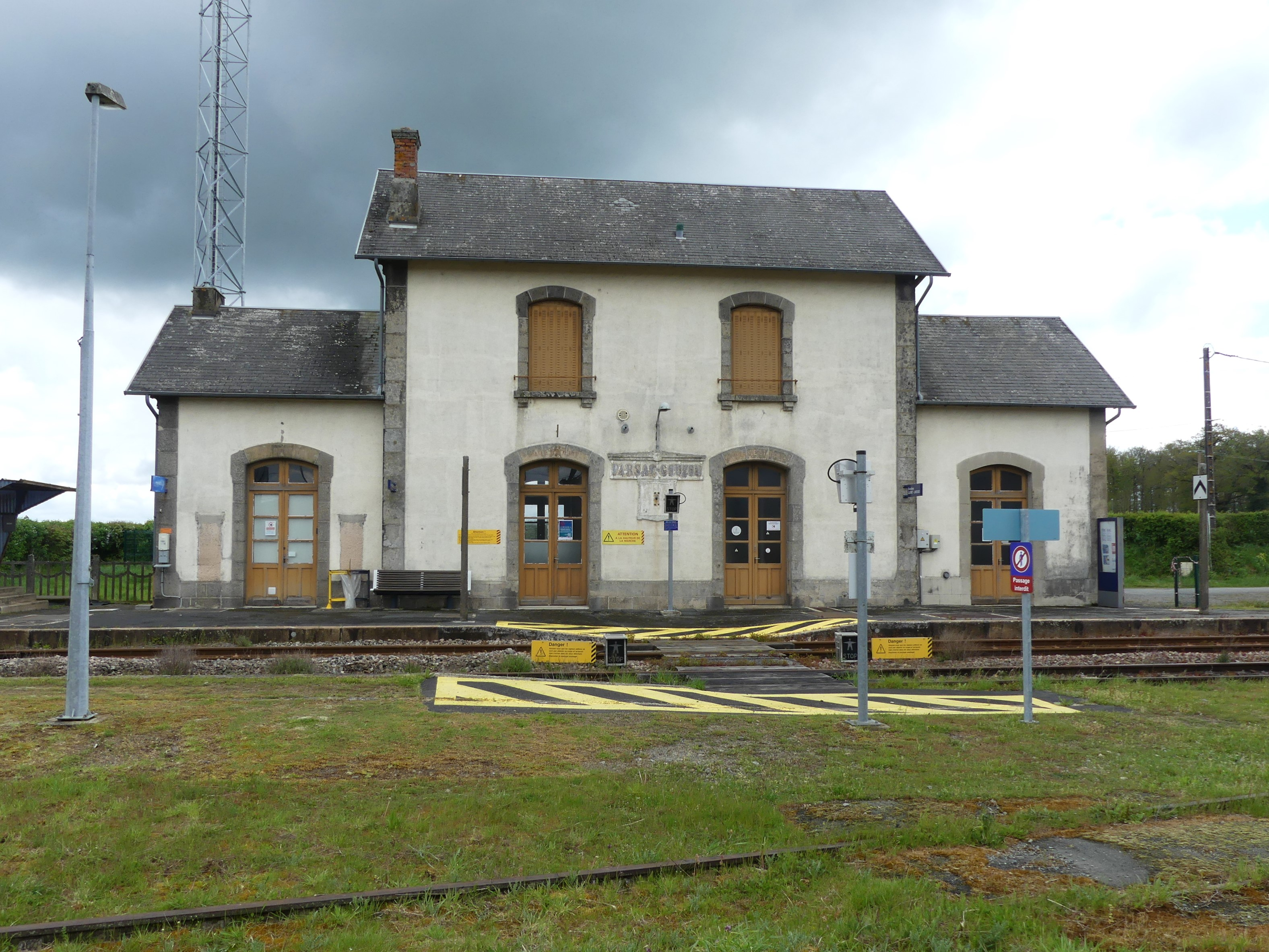
Idem, côté voies.
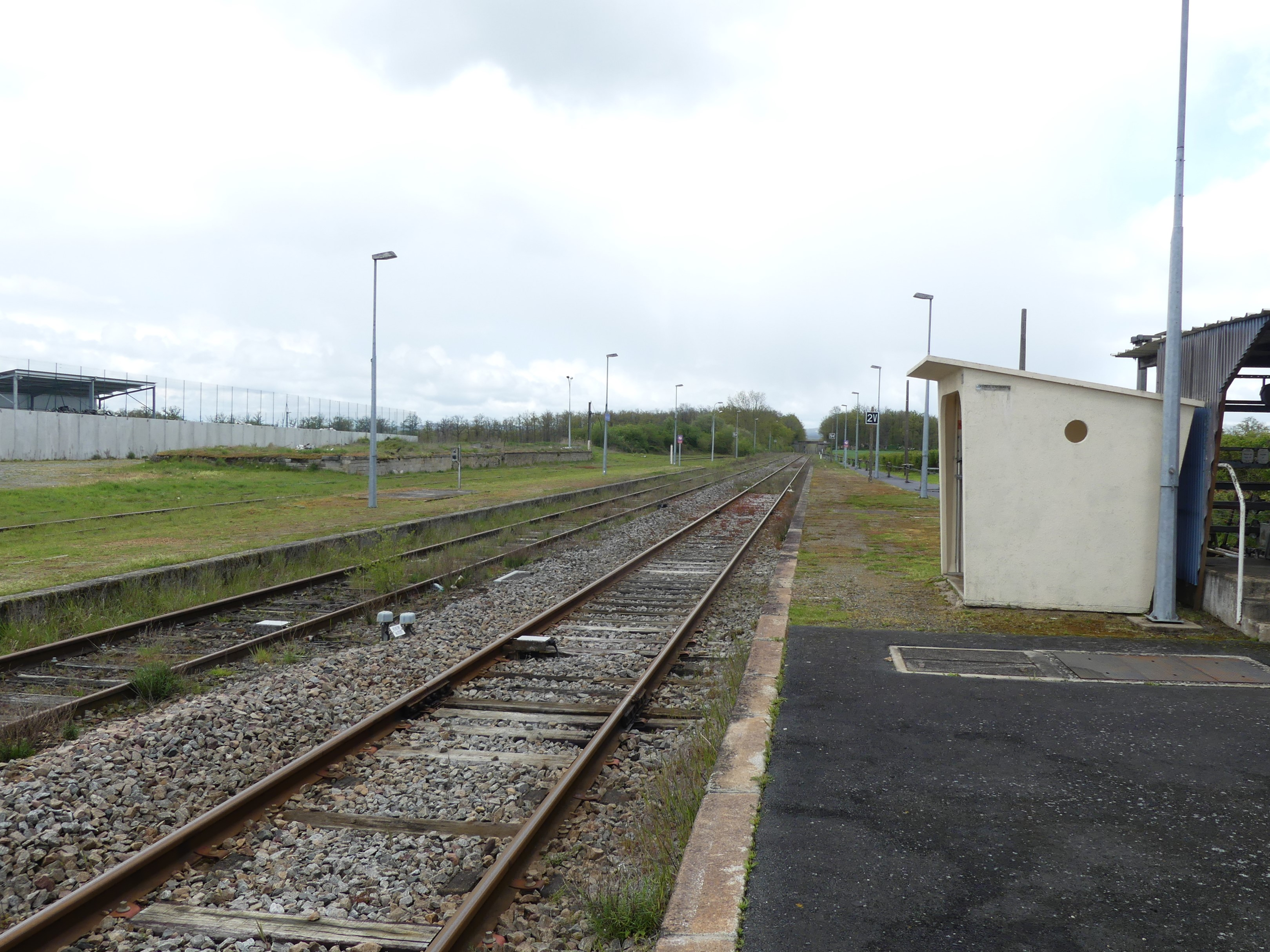
Les voies en direction de Montluçon.
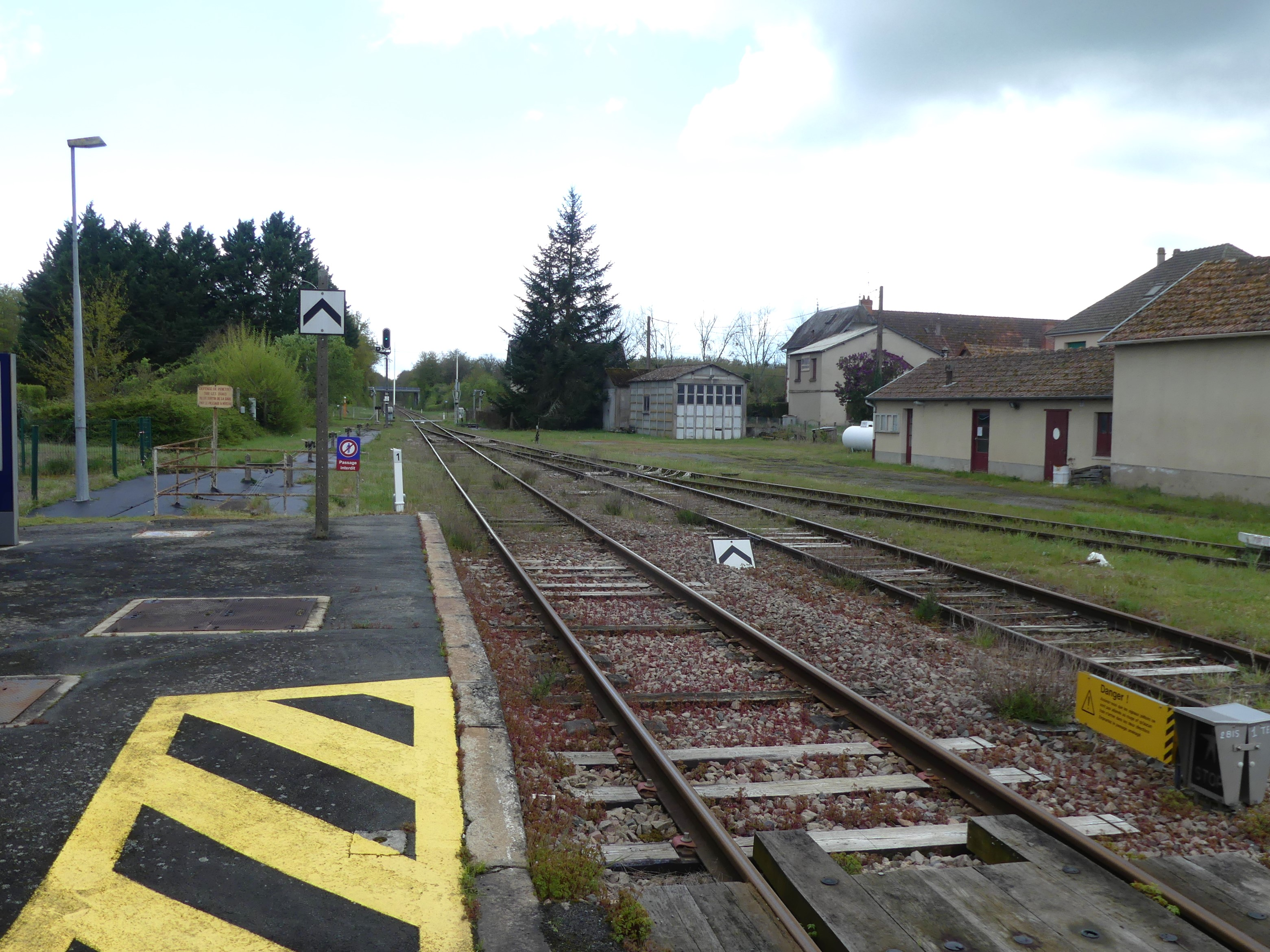
Les voies en direction de Saint-Sulpice-Laurière.
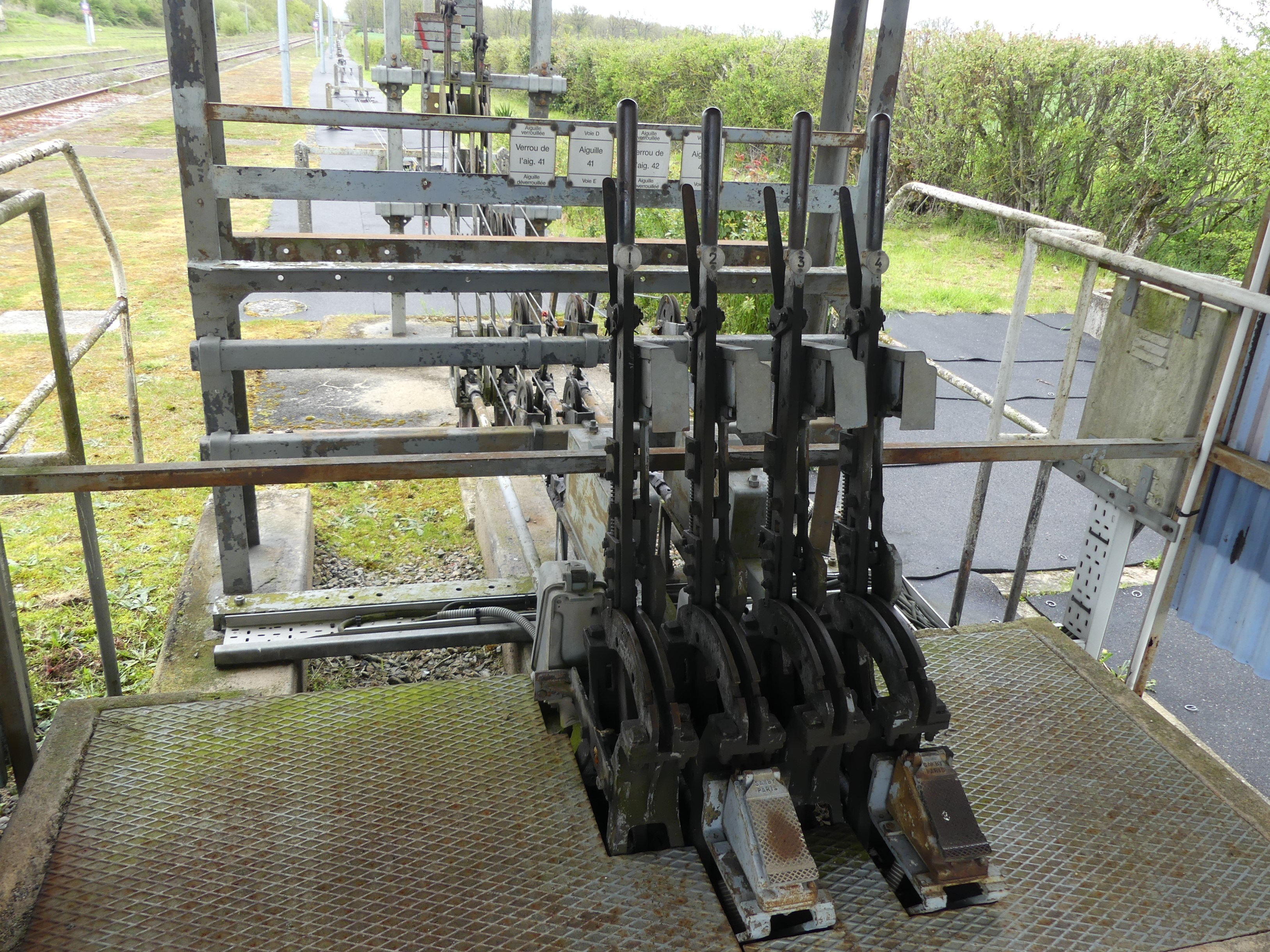
Poste d'aiguillage manuel.